# Lithocarpus laoticus
Lithocarpus laoticus (Hickel & A.Camus) A.Camus – gatunek roślin z rodziny bukowatych (Fagaceae Dumort.). Występuje naturalnie w północnej części Laosu, Wietnamie oraz południowych Chinach (w południowo-wschodnim Junnanie). 

## Morfologia
PokrójZimozielone drzewo dorastające do 20 m wysokości.
LiścieBlaszka liściowa jest nieco skórzasta, owłosiona od spodu i ma kształt od eliptycznego do lancetowatego. Mierzy 12–20 cm długości oraz 4–9 cm szerokości, jest całobrzega, ma nasadę od klinowej do ostrokątnej i spiczasty wierzchołek. Ogonek liściowy jest nagi i ma 15–25 mm długości.
OwoceOrzechy o niemal kulistym kształcie, dorastają do 20–25 mm długości i 16–22 mm średnicy. Osadzone są pojedynczo w miseczkach o niemal kulistym kształcie, które mierzą 35 mm długości i 20–25 mm średnicy. Orzechy są całkowicie otulone w miseczkach.

## Biologia i ekologia
Rośnie w wiecznie zielonych lasach. Występuje na wysokości od 1500 do 2200 m n.p.m. Kwitnie w marcu, natomiast owoce dojrzewają we wrześniu.